# Ulrike Müller (Politikerin)

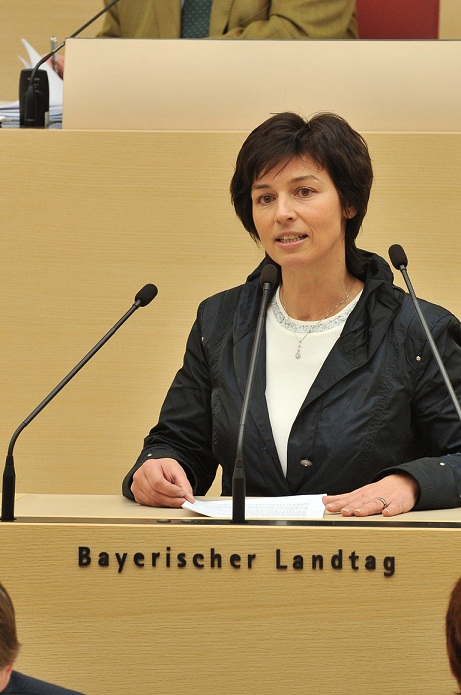
Ulrike Müller (2012)

Ulrike Müller (* 7. Dezember 1962 in Augsburg) ist eine deutsche Politikerin (Freie Wähler). Sie war von 2008 bis Ende September 2014 Abgeordnete im Bayerischen Landtag, wurde bei der Europawahl 2014 und bei der Europawahl 2019 in das Europäische Parlament gewählt. Im Oktober 2023 kehrte sie in den Bayerischen Landtag zurück, blieb parallel dazu aber weiterhin Europaabgeordnete bis zum Ende der Legislatur im Juli 2024.

## Leben
Nach ihrer Mittleren Reife an der Agnes-Bernauer-Realschule in Augsburg machte Müller eine Ausbildung zur Hauswirtschafterin. Sie bewirtschaftet neben ihrer politischen Tätigkeit mit ihrer Familie einen milchwirtschaftlich ausgerichteten Bauernhof im Oberallgäu. Sie ist verheiratet und hat zwei erwachsene Kinder.

## Politisches Engagement

### Kommunalpolitik
Von 1996 bis 2008 war sie Gemeinderätin in Missen-Wilhams (von 2002 bis 2008 auch 2. Bürgermeisterin) und von 1996 bis 2014 auch Mitglied des Kreistages im Oberallgäu (von 2002 bis 2008 auch stellvertretende Landrätin).

### Bayerischer Landtag
Bei der Landtagswahl 2008 kandidierte sie im Stimmkreis Kempten, Oberallgäu, und zog über einen Listenplatz im Wahlkreis Schwaben erstmals in den Bayerischen Landtag ein. Sie war dort von 2008 bis 2014 Mitglied im Ausschuss für Ernährung, Landwirtschaft und Forsten, bis November 2013 auch agrar- und ernährungspolitische Sprecherin der Landtagsfraktion der Freien Wähler. Von Oktober 2013 bis zu ihrem Ausscheiden aus dem Landtag Ende September 2014 war sie stellvertretende Fraktionsvorsitzende der Freien Wähler sowie deren forst- und jagdpolitische Sprecherin.
Am 29. Januar 2023 wurde sie von den Freien Wählern erneut als Direktkandidatin für die Landtagswahl in Bayern 2023 nominiert, diesmal für den Stimmkreis Lindau, Sonthofen. Bei der Wahl am 8. Oktober 2023 erreichte sie die drittmeisten Stimmen ihrer Partei auf der Wahlkreisliste Schwaben und wurde damit erneut in den Bayerischen Landtag gewählt.

### Europäisches Parlament
Für die Europawahl 2014 nominierten die Freien Wähler Ulrike Müller als Spitzenkandidatin und wurde am 25. Mai 2014 ins Europäische Parlament gewählt, wo sie der Fraktion der Allianz der Liberalen und Demokraten für Europa (ALDE) beitrat. Bei der Europawahl 2019 konnte sie ihr Mandat im Europäischen Parlament verteidigen und wurde Mitglied der Fraktion Renew Europe (Nachfolgerin der ALDE-Fraktion), als deren agrarpolitische Sprecherin sie fungierte.
Im März 2014 trat sie der Europäischen Demokratischen Partei (EDP) bei. Im November 2019 wurde sie zur stellvertretenden Vorstandsvorsitzenden (executive vice-president) der EDP gewählt.
Im EU-Parlament war Müller seit 1. Juli 2014 und auch nach ihrer Wiederwahl 2019 Mitglied im Ausschuss für Landwirtschaft und ländliche Entwicklung und Stellvertreterin im Ausschuss für Umweltfragen, öffentliche Gesundheit und Lebensmittelsicherheit. Seit 2019 war sie Mitglied des Petitionsausschusses. 2018 gehörte Müller dem Sonderausschuss für das Genehmigungsverfahren der EU für Pestizide an. Im Rahmen der Reform der Gemeinsamen Agrarpolitik (GAP) war Ulrike Müller Berichterstatterin und Verhandlungsführerin für die Finanzierung, Verwaltung und Überwachung (Horizontale Verordnung) der GAP. Außerdem war sie seit Dezember 2017 Vorsitzende der Delegation für die Beziehungen zu Australien und Neuseeland. Von 2014 bis 2019 war sie zudem Delegierte für die Beziehungen zu den Ländern Südasiens.
Für ihre Arbeit in der Legislaturperiode 2014–2019 wurde Ulrike Müller vom Europäischen Steuerzahlerbund unter anderem für ihren Einsatz für kleine und mittelständische Betriebe geehrt.
Mit dem Ende der Legislaturperiode im Juli 2024 schied Müller aus dem Europaparlament aus.

## Ehrenamtliches Engagement
Ulrike Müller ist Gründungsmitglied des im Juli 2020 gegründeten gemeinnützigen Vereins Europäisches Kolleg für Chancengleichheit, der sich für Gleichberechtigung und Förderung ehrenamtlichen Engagements einsetzt. Ziel ist es, mehr Frauen für politische Mandate und verantwortungsvolle Ehrenämter zu mobilisieren.